# Pierre Boudreaux
Pierre Boudreaux, né le 24 septembre 1882 dans le 6e arrondissement de Paris et mort pour la France près de Flirey dans le département de la Meurthe-et-Moselle le 13 décembre 1914, est un philologue français du XXe siècle. Son nom est inscrit au Panthéon parmi les 560 écrivains morts au combat pendant la Première Guerre mondiale.

## Biographie
Pierre Eugène Maurice Boudreaux, né le 24 septembre 1882 au no 28 de la rue Monsieur-le-Prince à Paris est le fils de Louis, François, Joseph Boudreaux (1849-1921), galvanoplaste, et d'Ursule, Marie, Angette Noury (1859-1927). 
Scolarisé au collège Jacques Amyot de Melun, il obtient une licence ès lettres avant de s'inscrire à 19 ans à l'École des hautes études. Nommé membre de l'École française de Rome en 1905, il séjourne au Palais Farnese pendant deux ans où il côtoie Léonce Celier, Louis Halphen et Jérôme Carcopino, et prépare une édition des Cynégétiques d'Oppien en s'appuyant sur des manuscrits de la bibliothèque du Vatican. 
Il fait son service militaire de novembre 1902 à septembre 1903 au 102e régiment d'infanterie et le termine avec le grade de caporal, avant de passer dans la réserve où il est nommé sergent en 1904. Le 6 novembre 1906, il épouse Marcelle Vuillemot (1888-1964) à la mairie du 5e arrondissement de Paris. 
Avec son frère ainé René Boudreaux (1880-1915), il pratique le rugby au Sporting Club Universitaire de France et fait partie de l'équipe IV qui gagne le championnat de Paris en 1911, avant de s’incliner en finale du championnat de France face au Stade Toulousain à Colombes. 
Comme il n'est pas agrégé, il ne peut pas enseigner à l'université, mais il est choisi en 1913 par Alexandre-Marie Desrousseaux, élu député de la Seine, comme suppléant en philologie grecque à l'École des hautes études et chargé des conférences sur Les Oiseaux d'Aristophane et les Helléniques de Xénophon, que suit notamment Georges Méautis. 
Mobilisé en août 1914 comme adjudant au 369e régiment d'infanterie, il est promu sous-lieutenant de la 24e compagnie en octobre et  tué au combat du bois de Mort-Mare près de Flirey le 13 décembre 1914,,.  
La citation qui accompagne son distinction dans l'ordre de la Légion d'honneur en précise les circonstances : « officier très brave. Tué le 13 décembre 1914, en entraînant sa section à l'assaut d'une position ennemie ».  

## Œuvres principales
- Cynégétique, d'Oppien d'Apamée, traduction commentée, 1908
- Le texte d'Aristophane et ses commentateurs, publié par Georges Méautis, 1919

## Distinctions
- Chevalier de la Légion d'honneur, à titre posthume, décret du 18 octobre 1919[15]
- 1910 : Académie des inscriptions et belles-lettres - Prix Saintour pour Cynégétiques d'Oppien
- 1910 : Association pour l'encouragement des études grecques en France - Prix Zographos pour Cynégétiques d'Oppien[16]
- 1913 : Académie des inscriptions et belles-lettres - Prix Saintour pour Catalogus astrologorum Graecorum

## Hommages
- Le nom de Pierre Boudreaux est inscrit au Panthéon dans la liste des 560 écrivains morts pour la France[17].
- Son nom figure sur les plaques commémoratives 1914-1918 de la Sorbonne, de la mairie du 6e arrondissement de Paris, de la Société nautique de la basse Seine à Courbevoie et sur le monument commémoratif du collège Jacques Amyot à Melun[18].